# Joseph Spence (chanteur)
Pour les articles homonymes, voir Joseph Spence et Spence.
 (juin 2015).
Si vous disposez d'ouvrages ou d'articles de référence ou si vous connaissez des sites web de qualité traitant du thème abordé ici, merci de compléter l'article en donnant les références utiles à sa vérifiabilité et en les liant à la section « Notes et références ».
Joseph Spence (3 août 1910 - 18 mars 1984) est un chanteur et guitariste des Bahamas, réputé pour l'originalité de sa technique vocale et instrumentale.
Cet artiste au style idiosyncratique empreint de percussion et d'improvisation, a influencé divers groupes et musiciens, dont Taj Mahal, Grateful Dead, Ry Cooder, Incredible String Band, Catfish Keith (en), Woody Mann (en) et Olu Dara, qui ont enregistré des versions de ses gospels, blues et chants traditionnels bahamiens.

## Biographie
Joseph Spence est né le 3 août 1910 dans le village de Small Hope, sur l'île Andros, la plus importante des Bahamas avec ses neuf cents habitants vivant dans des petits villages de pêcheurs éparpillés sur les cinq kilomètres de la côte orientale. Le centre de l'île est infesté de moustiques, la côte occidentale, qui fait face à la Floride, est marécageuse et les bateaux ne peuvent pas accoster. Le père de Joseph était ministre du culte baptiste et pêcheur d'éponges. Joseph a été élevé par son grand-père et, comme tous les autres enfants du village, il allait pieds nus à l’école de Calabash Bay. 
La musique, souvent vocale et religieuse, régnait sur ces îles : hymnes, negro spirituals, antiennes, quadrilles, valses et danses populaires. À l'âge de neuf ans, Joseph reçut une guitare d'un oncle de Floride en visite à Andros. Il se précipita sur l'instrument, en autodidacte. La guitare devint vite membre de l'équipage du bateau de son père. 
À quatorze ans, Joseph Spence commence à jouer dans des bals et dans des défilés, accompagné à la flûte par un autre de ses oncles. Parfois d’autres parents ou amis se joignaient à eux, l’un soufflant dans une conque, l’autre tapant sur un tambourin.
Un style de chant bien particulier émergea à cette époque où l'éponge était une des principales ressources des Bahamas, région pauvre où les superstitions ont la vie dure : le "rhyming" ("chant en rimes"), sorte de polyphonie religieuse très libre. Ce style a vraisemblablement inspiré Spence et l'a aidé à développer sa propre personnalité musicale.
Au début des années 1930, les éponges se raréfièrent à la suite d'une épidémie, et Spence se rendit à Nassau, ville portuaire située sur l’île de New Providence, où il devint maçon et charpentier. Là il rencontre et épouse Louise Wilson, originaire de Cat Island. En 1944, Joseph et Louise Spence parcoururent le sud des États-Unis pour des travaux de cueillette et il est évident que le guitariste y apprit des airs qu'il adapta par la suite, tel "Coming In on a Wing and a Prayer", chanson de la deuxième guerre chantée par le Golden Gate Quartet.
De retour à Nassau en 1946, il entreprend de construire lui-même sa maison, une chaumière aux murs roses. Son talent de musicien est très apprécié de ses congénères, et on pouvait le voir avec sa guitare aux veillées, fêtes religieuses, bals, ou simplement sur les docks, entouré d'amis et de badauds, certains prêtant leur voix à sa guitare, en "rhyming".
À cette époque, le répertoire de Joseph Spence comportait de nombreux chants extraits de deux recueils de cantiques publiés au Tennessee (état du sud des États-Unis) : “Harmony Heaven” (1935) et “Crown of Harmony” (1941), qui sont encore en usage aujourd’hui aux Bahamas.
Les premiers enregistrements de Joseph Spence ont été réalisés par Folkways en 1958 sur l’île d’Andros, où Spence rendait visite à sa sœur Edith (mariée Pinder), qui habitait toujours à Small Hope. Entre 1965 et 1972 il a donné une série de concerts aux États-Unis, et fut notamment invité par Pete Seeger à jouer au Newport Folk Festival.
En 1972, il devient gardien de nuit à l’école primaire de Oakes Field. Dans la journée il sillonne à vélo les étroites ruelles de Nassau et joue aux dames avec ses amis. Il meurt en mars 1984.

## Style musical
Joseph Spence joue presque exclusivement dans la tonalité de Ré, avec sa guitare accordée de façon standard, excepté la sixième corde (la plus basse) qui est baissée d’un ton (Ré au lieu de Mi). Son style de guitare est idiosyncratique et son répertoire éclectique. Il utilise souvent des contrepoints et des changements de rythme qui sont tellement complexes qu’ils surpassent ce qu’un guitariste non classique est capable de jouer, et sa maîtrise des variations mélodiques est extraordinaire. 
Spence a une voix inimitable, qu’il utilise davantage comme un second instrument que comme un moyen de communiquer des mots. Elle constitue une base solide sur laquelle il appuie son jeu de guitare fluide, et lui permet de rappeler la mélodie d’origine quand les variations de la guitare deviennent presque trop complexe à suivre. Chaque morceau constitue un processus créatif en action, son répertoire un art folk en constante recréation.

## Discographie
- 1959: Music of the Bahamas Volume One: Bahamian Folk Guitar Folkways Records FS 3844
- 1964: Happy All the Time Elektra Records EKL-273; Carthage Records CGLP 4419 (LP réédition 1985); Hannibal Records HNCD 4419 (CD réédition 2003)
- 1972: Joseph Spence: Bahamian Guitarist, "Good Morning Mr. Walker" Arhoolie Records 1061; Arhoolie CD 349 (CD réédition 1990)
- 1980: Living on the Hallelujah Side Rounder CD 2021
- 1990: Glory Rounder CD 2096
- 1992: The Complete Folkways Recordings, 1958 Smithsonian Folkways CD SF 40066
- 1995: The Spring of Sixty-Five Rounder CD 2114